# 薩炳阿
萨炳阿（？年—？年），字暉吉，一字雲生，號蘭谷，伊尔根觉罗氏，满洲正蓝旗人，道光丁酉科举人，庚戌科进士，官至专城凉州副都统。

## 生平
咸丰四年任直隶永平府昌黎县知县，十年复任。

## 家族
- 薩炳阿属于正蓝旗满洲第一参领第十佐领，始祖为珠瑚達，世居黑龙江兴堪
- 四世祖滿丕，官至礼部尚书，谥襄勤
- 从堂高伯祖明山，官至陕甘总督
- 胞伯高祖蘇昌，官至工部尚书、总督，谥恪勤
- 从堂伯曾祖富綱，官至兵部尚书、海寧，官浙江巡抚，谥勤毅、海慶，官河南布政使
- 堂伯祖嵩孚，官刑部尚书、嵩溥，官至漕运总督、恒敬，官至西宁办事大臣[3]